# Penicillium flavidostipitatum
Penicillium flavidostipitatum är en svampart som beskrevs av C. Ramírez & C.C. González 1984. Penicillium flavidostipitatum ingår i släktet Penicillium och familjen Trichocomaceae.   Inga underarter finns listade i Catalogue of Life.